# Lista de gêneros de música eletrônica
Lista de gêneros de música eletrônica consistindo com gêneros de música eletrônica, criados principalmente com instrumentos musicais eletrônicos ou tecnologia de música eletrônica. Foi feita uma distinção entre o som produzido por meios eletromecânicos e aquele produzido por meio de tecnologia eletrônica. Exemplos de dispositivos eletromecânicos de produção de som incluem o telharmônio, órgão Hammond, piano elétrico e a guitarra. A produção de som puramente eletrônica pode ser alcançada usando dispositivos como o theremin, o sintetizador de som e o computador. O gênero, no entanto, nem sempre depende da instrumentação ou equipamento.
No inicio, a música eletrônica foi associada quase exclusivamente à música de arte ocidental, mas a partir do final da década de 1960, as tecnologias musicais tornaram-se acessíveis - particularmente os sintetizadores - fazendo com que a música produzida usando meios eletrônicos se tornasse cada vez mais comum nos domínios populares, como no rock e música pop, resultando em aparecimentode muitos subgêneros eletronicos. Após a definição do MIDI (Interface Digital de Instrumentos Musicais) em 1982, e o desenvolvimento do áudio digital, a criação de sons puramente eletrônicos e sua manipulação tornaram-se mais simples. Como resultado, os sintetizadores passaram a dominar a música pop do início da década de 1980, popularizando assim música eletrônica dançante (EDM), resultando na proliferação de gêneros, subgêneros e cenas eletrônicas. No novo milênio, à medida que o computador tornou-se ainda mais acessível e os softwares musicais avançados, a interação com a tecnologia de produção musical adicionaram algumas diferenças com as práticas tradicionais de performance musical, levando a novos subgêneros em rápida evolução.

## Gêneros
- Ambient
  - Ambient dub
  - Dark ambient
    - Dungeon synth
    - Isolationism

  - Dreampunk
  - Illbient
  - New-age
    - Andean new-age
    - Neoclassical new-age
    - Space music
- Bass music
  - Footwork
  - Future bass
    - Kawaii future bass

  - Jungle terror
  - Midtempo bass
  - Trap (EDM)
  - UK bass
  - Wave
    - Hardwave
- Breakbeat
  - Acid breaks
  - Baltimore club
    - Jersey club
    - Philly club

  - Big beat
  - Breakbeat hardcore
    - 4-beat
    - Darkcore
    - Hardcore breaks

  - Broken beat
  - Florida breaks
  - Nu skool breaks
  - Progressive breaks
- Chill-out
  - Downtempo
  - Psybient
    - Psydub

  - Trip hop
- Disco
  - Afro/cosmic music
  - Electro-disco
    - Hi-NRG
      - Eurobeat
      - Eurodance
        - Italo dance

    - Italo disco
    - Space disco

  - Eurodisco
  - Nu-disco
  - Post-disco
    - Boogie
    - City pop
- Drum and bass
  - Darkstep
  - Drumfunk
  - Drumstep
  - Hardstep
  - Intelligent drum and bass
    - Artcore
    - Atmospheric drum and bass

  - Jazzstep
  - Jump-up
    - Clownstep

  - Liquid funk
  - Neurofunk
  - Technoid (drum and bass)
  - Sambass
  - Techstep
  - Trancestep
- Dub
  - Dub poetry
  - Dubtronica
- Electronic rock
  - Dance-rock
    - Alternative dance
      - Baggy (Madchester)
      - New rave

    - Dance-punk

  - Electronic pop
    - Dance-pop
      - Freestyle
      - Disco polo

    - Hyperpop
    - Sophisti-pop
    - Synth-pop
      - Electroclash
        - Electropop

    - Wonky pop

  - Indietronica
  - Krautrock
  - New wave
    - Cold wave
    - Dark wave
      - Neoclassical dark wave
      - Neue Deutsche Todeskunst

    - Ethereal wave
      - Nu-gaze

    - Minimal wave
    - Neue Deutsche Welle
    - New romantic

  - Post-rock
  - Space rock
  - Synth-metal
    - Electrogrind
    - Electronicore

  - Synth-punk
- Electronica
  - Folktronica
  - Live electronic (Livetronica)
    - Laptronica

  - Nu jazz (Jazztronica)
  - Progressive electronic
    - Escola de Berlim
    - Kosmische musik
- Ethnic electronica and regional EDM
  - Asian Underground
  - African electronic dance music
    - Afrobeats
      - Azonto

    - Coupé-décalé
    - Kuduro
    - Mahraganat
    - Shangaan electro

  - Budots
  - Changa tuki
  - Dancehall pop
  - Guaracha (EDM)
  - Funk carioca
    - Funk melody
    - Funk ostentação
    - Proibidão
    - Rasteirinha

  - Merenhouse
  - Nortec
  - Rabòday
  - Rara tech
  - Russ music
  - Shamstep
  - Tecnocumbia
  - Tribal guarachero
  - Worldbeat
    - Manila sound
- Experimental electronic
  - Black MIDI
  - Deconstructed club
  - Drone
  - Electroacoustic music
    - Acousmatic music
    - Electroacoustic improvisation
    - Musique concrète
    - Soundscape

  - Glitch
  - Microsound
  - Noise music
    - Danger music
    - Japanoise
    - Harsh noise
      - Harsh noise wall

    - Power electronics
      - Death industrial

    - Power noise

  - Plunderphonics
    - Sampledelia

  - Reductionism
    - Lowercase
    - Onkyokei
- Funk fusion genres
  - Acid jazz
  - Funktronica
  - Synth-funk
- Jungle
  - Ragga jungle
- Hard dance
  - Dancecore
  - Hard NRG
  - Hardstyle
    - Dubstyle
    - Euphoric frenchcore
    - Euphoric hardstyle
    - Rawstyle
    - Trapstyle

  - Jumpstyle
  - Lento violento
  - Mákina
- Hardcore
  - Acidcore
  - Bouncy techno
  - Breakcore
    - Lolicore
    - Raggacore

  - Digital hardcore
  - Doomcore
  - Drum 'n' core
  - Frenchcore
  - Gabber
    - Early hardcore
    - Gabber metal
    - Mainstream hardcore

  - Happy hardcore
    - UK hardcore

  - Industrial hardcore
  - J-core
  - Speedbass
  - Speedcore
    - Extratone
    - Flashcore
    - Splittercore

  - Terrorcore
  - Trancecore
    - Freeform hardcore
- Hauntology
  - Chillwave
  - Hypnagogic pop
  - Synthwave
    - Darksynth
    - Sovietwave

  - Vaporwave
    - Future funk
    - Hardvapour
    - Mallsoft
- Hip hop fusion genres
  - Afroswing
  - Alternative hip hop
    - Hipster hop

  - Cloud rap
  - Crunk
    - Crunkcore
    - Snap music

  - Electro
  - Emo rap
  - Glitch hop
    - Neurohop

  - Instrumental hip hop
  - Lofi hip hop
  - Miami bass
  - Mumble rap
  - Trap
    - Afro trap
    - Drill
      - Brooklyn drill
      - UK drill

    - Latin trap
    - Phonk
      - Drift phonk

    - Plugg
    - UK trap
- House music
  - Acid house
  - Afro House
    - Amapiano
    - Kidandali

  - Ambient house
  - Balearic beat
  - Ballroom
  - Bass house
  - Brazilian bass
    - Slap house

  - Blog house
  - Chicago hard house
  - Chicago house
  - Deep house
  - Disco house
  - Diva house
    - Hardbag

  - Electro house
    - Big room house
      - Future rave

    - Complextro
    - Dutch house
    - Fidget house
    - Melbourne bounce

  - Electro swing
  - Eurohouse
  - French house
  - Funky house
  - Future house
  - Garage house
  - Ghetto house
    - Ghettotech
    - Juke house

  - Gqom
  - Hip house
    - Electro hop

  - Italo house
  - Jackin house
  - Jazz house
  - Kwaito
  - Latin house
  - Melodic house
  - Microhouse
  - Moombahcore
  - Moombahton
    - Moombahsoul

  - New Jersey sound
  - Outsider house
    - Lo-fi house

  - Progressive house
  - Soulful house
  - Stadium house
  - Tech house
  - Tribal house
  - Tropical house
  - Trouse
  - UK hard house
    - Pumping house
      - Hardbass
      - Poky

    - Scouse house
- Industrial and post-industrial
  - Electro-industrial
    - Dark electro
      - Aggrotech

  - Electronic body music (EBM)
    - Futurepop
    - New beat

  - Industrial hip hop
  - Industrial metal
    - Cyber metal
    - Neue Deutsche Härte

  - Industrial rock
  - Martial industrial
  - Witch house
- Intelligent dance music (IDM)
  - Algorave
  - Drill 'n' bass
- R&B and soul fusion genres
  - Alternative R&B
  - Contemporary R&B
  - Neo soul
  - New jack swing
- Techno
  - Acid techno
  - Ambient techno
  - Berlin techno
  - Birmingham sound
  - Bleep techno
  - Detroit techno
  - Dub techno
  - Hard techno
    - Free tekno
      - Jungletek
      - Raggatek
      - Tribe

    - Schranz

  - Industrial techno
  - Minimal techno
  - Schaffel
  - Toytown techno
- Trance music
  - Acid trance
  - Balearic trance
  - Dream trance
  - Eurotrance
    - Hands up

  - Hard trance
  - Goa trance
    - Nitzhonot

  - Neo trance
  - Progressive trance
  - Psychedelic trance
    - Dark psytrance
    - Full-on
    - Minimal psytrance
    - Progressive psytrance
    - Suomisaundi

  - Tech trance
  - Uplifting trance
  - Vocal trance
- UK garage
  - 2-step garage
  - Bassline
  - Breakstep
  - Dubstep
    - Brostep
    - Chillstep
    - Post-dubstep
    - Reggaestep
    - Riddim

  - Future garage
  - Grime
    - Grindie

  - Speed garage
  - UK funky
    - Funkstep

  - Wonky
- Video game music
  - Chiptune
    - Bitpop
    - Skweee
    - Nintendocore

  - FM synthesis
  - Sequencer music

## Derivados de remix
- Picado e parafusado
- Edições de discoteca
- Nightcore
- Tecnobrega
- Nuvem Sonora Estranha

## Grupos de gênero mais amplos
- Música eletrônica dançante
  - Música de dança eletrônica cristã
- Música rave